# 22723 Edlopez
22723 Edlopez (tên chỉ định: 1998 SS58) là một tiểu hành tinh vành đai chính. Nó được khám phá thông qua Chương trình nghiên cứu đối tượng gần Trái Đất của đài thiên văn Lowell ở Anderson Mesa Station ở Coconino County, Arizona, ngày 17 tháng 9 năm 1998. Nó được đặt theo tên Edward B. Lopez, III, a research engineer và industrial robot designer.